# باتاس
باتاس هو لاعب كرة قدم برتغالي في مركز الوسط، ولد في 20 يوليو 1986 في Tarrafal, Cape Verde ‏ في الرأس الأخضر. لعب مع نادي سانتا كلارا.

## وصلات خارجية
- باتاس على موقع قاعدة بيانات كرة القدم.إي يو (الإنجليزية)
- باتاس على موقع Soccerway.com (الإنجليزية)